# Alingsås (comune)
Alingsås  è un comune svedese di 37 819 abitanti, situato nella contea di Västra Götaland. 
Il suo capoluogo è la cittadina omonima e nel territorio di questa si trova Hjälmared.

## Località
Nel territorio comunale sono comprese le seguenti aree urbane (tätort):
- Alingsås
- Gräfsnäs
- Hjälmared
- Ingared
- Norsesund
- Sollebrunn
- Stora Mellby
- Västra Bodarna

## Amministrazione

### Gemellaggi
- Leisi
- Karis
- Kartong
- Mont-de-Marsan
- Ocatal
- Skedsmo
- Tårnby